# تسلیحات آتش‌زا

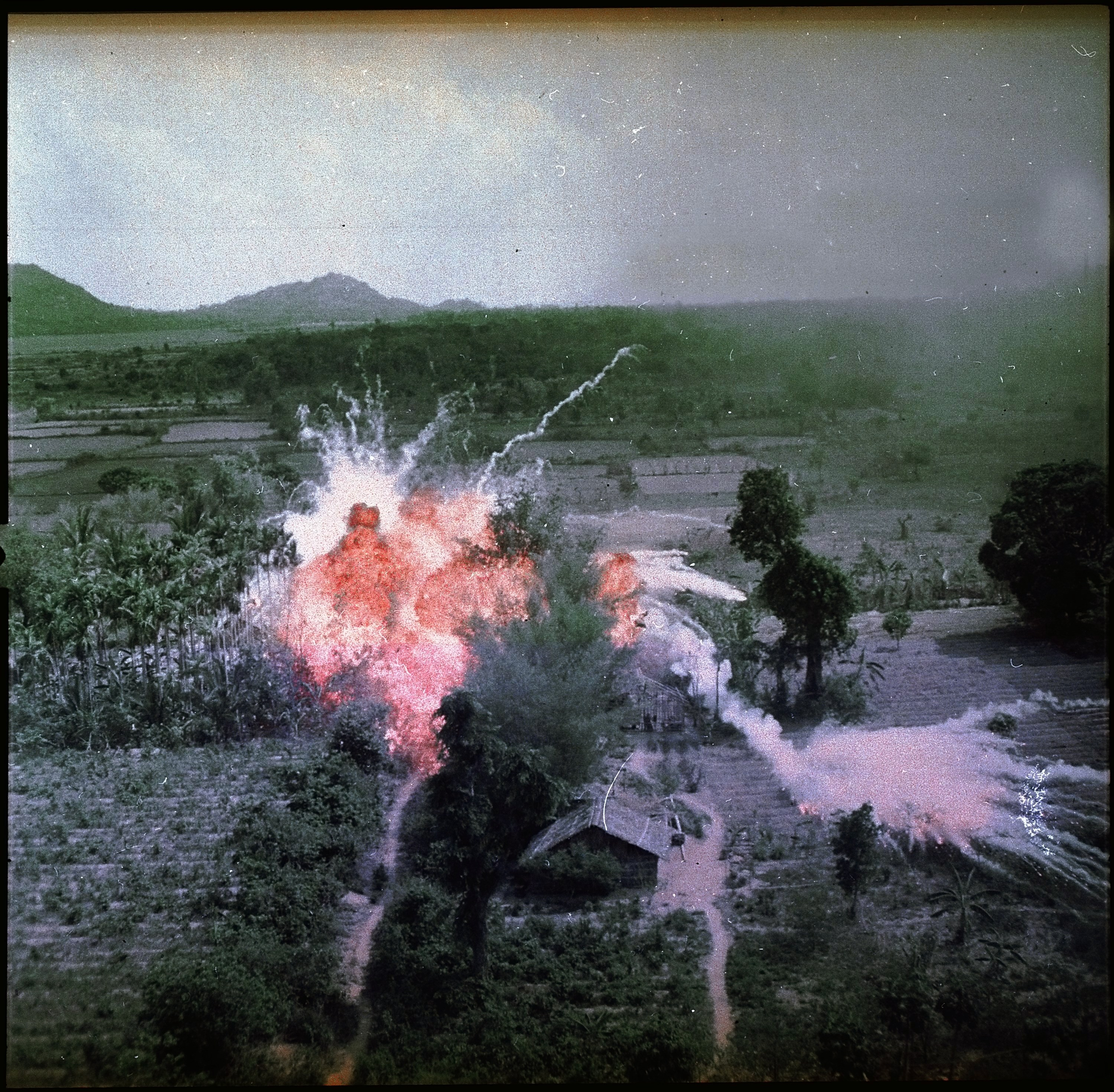
استفاده از بمب ناپالم توسط ارتش ایالات متحده آمریکا در جنگ ویتنام (۱۹۶۵ میلادی)

تسلیحات آتش‌زا (به انگلیسی: incendiary bomb, incendiary ammunition) بمب‌هایی هستند که حاوی یک عامل آتش‌افروز مانند بمب ناپالم، تری‌فلورید کلر، فسفر سفید و ترمیت اشتعالی باشد. بمب آتش‌زا به هدف سوزاندن موضوع مورد تهاجم مورد استفاده قرار می‌گیرد. در بمب‌های معمولی موج انفجار موجب خرابی هدف می‌شود اما در بمب آتش‌زا، عامل آتش‌افروز نهاده‌شده در درون بمب، آتش‌سوزی پس از بمباران را به دنبال خواهد آورد.